# Gloria Morti
Gloria Morti ist eine finnische Metal-Band aus Heinola, die im Jahr 1999 gegründet wurde.

## Geschichte
Die Band wurde im Jahr 1999 von Psycho (Gesang), Juho Räihä (E-Gitarre), Abscess (E-Gitarre) und Jarmo Juurikka (Schlagzeug) gegründet. Anfangs spielte die Band noch Thrash Metal, dies änderte sich jedoch kurze Zeit später. Es folgten einige Demoaufnahmen und mit dem Demo Ephemeral Lifespan, welches im Studio Sundi Coop aufgenommen wurde, erreichte die Band einen Vertrag mit dem japanischen Label World Chaos Production. Zusammen mit der Hilfe von Lars Eikind (Before the Dawn) und Nino Laurenne (Thunderstone) stellten sie das Debütalbum Liefestream Corrosion im Jahr 2004 fertig.
Das zweite Album namens Eryx wurde vom Bandgitarristen Juho Räihä aufgenommen und abgemischt und wurde über Stay-Heavy Records und Cyclone Empire im Jahr 2008 veröffentlicht. Zudem hatte die Band auch bereits Auftritte mit Bands wie Behemoth, Zyklon, Mayhem, The Crown und Dissection.
Das dritte Album namens Anthems of Annihilation wurde im Jahr 2010 über Cyclone Empire veröffentlicht. In den Jahren 2012 und 2016 folgten weitere Alben.

## Stil
Vor allem das Spiel des Keyboards ist in den Liedern stets präsent. Der gutturale Gesang kling sehr aggressiv. Die Gitarren sind melodisch und das Schlagzeug wird schnell gespielt. Der Einsatz von Blastbeats ist bei letzterem typisch. Die Band wird mit anderen Bands wie Zyklon, Behemoth, Emperor, aber auch Nile, verglichen.

## Diskografie
- 2001: ThornGarden (Demo)
- 2002: Gomorrah (Demo)
- 2002: Ephemeral Life Span (Demo)
- 2002: The Cerberos Gate (Demo)
- 2004: Lifestream Corrosion (Firebox Records/World Chaos Production)
- 2005: Phoenix Caged in Flesh (Demo)
- 2008: Eryx (Stay-Heavy Records/Cyclone Empire)
- 2010: Anthems of Annihilation (Cyclone Empire)
- 2012: Lateral Constraint (Cyclone Empire)
- 2016: Kuebiko (Willowtip)